# Simone Spoladore
Simone Spoladore (Curitiba, 29 de outubro de 1979) é uma atriz, diretora, roteirista e produtora brasileira. Estreou no cinema em 1995, no curta-metragem A Armadilha e, em 2001, na televisão, na minissérie Os Maias, baseada na obra de Eça de Queiroz. Em 2009, interpretou sua personagem de maior destaque na carreira televisiva em Bela, a Feia, a antagonista cômica Verônica na RecordTV. Em 2012, esteve no elenco principal de Balacobaco e, em 2013, interpretou sua primeira protagonista em Pecado Mortal. Em 2015, protagoniza a série Magnífica 70 da HBO Brasil.

## Carreira
A atriz iniciou sua carreira no teatro curitibano, fazendo trabalhos em peças como Meno Male, em 1995, dirigida por Sale Wolokita, e nos espetáculos Juventude, de Felipe Hirsch, e Onde Estiveste de Noite, de Edson Bueno. Ainda na capital paranaense, iniciou trabalhos no cinema, como nos curtas-metragens Que Fim Levou o Vampiro de Curitiba?, de 1996, com direção de Estevan Silveira, e O Presente, de 1997, com direção de Aleksei Abib.
Transferindo-se para São Paulo, em 1997, foi selecionada para o elenco do longa-metragem Lavoura Arcaica, e logo em seguida, atuou em Desmundo. Em 2009, assina com a RecordTV e tem o personagem de maior destaque de sua carreira na televisão ao interpretar a vilã cômica Verônica, em Bela, a Feia.
Em 2012, integrou o elenco principal de Balacobaco, interpretando a divertida e histérica Violeta. Em 2013, protagoniza Pecado Mortal, interpretando a misteriosa Patrícia, seu último papel antes de desligar-se da emissora.
Ainda em 2014, grava a série Magnífica 70, da HBO, em que interpreta a atriz de pornochanchada da Boca do Lixo, Dora Dumar.
Em março de 2019 após 13 anos, a atriz retorna à Globo para estar presente na novela Éramos Seis. Clotilde, nome de sua personagem, é irmã de Lola (Glória Pires) e de Olga (Maria Eduarda de Carvalho), além de ser apaixonada por Almeida (Ricardo Pereira), um vendedor de tecidos que é desquitado e guarda um segredo que pode arruinar este romance.

## Filmografia

### Televisão
| Ano  | Título           | Personagem                       | Notas                               |
| ---- | ---------------- | -------------------------------- | ----------------------------------- |
| 2001 | Os Maias         | Maria Monforte (jovem)           |                                     |
| 2002 | Esperança        | Caterina Maria Tranquili         |                                     |
| 2005 | América          | Heloísa Martins Barcellos (Helô) |                                     |
| 2006 | Linha Direta     | Baby da Cunha Bueno              | Episódio: "O Castelinho da Rua Apa" |
| 2007 | O Profeta        | Lucy Carvalho                    | Episódios: "12 de março–11 de maio" |
| 2009 | Bela, a Feia     | Verônica Matoso                  |                                     |
| 2011 | Vidas em Jogo    | Andrea Diniz Vasconcellos        |                                     |
| 2012 | Balacobaco       | Violeta Osório / Vitor Margarida |                                     |
| 2013 | Pecado Mortal    | Patrícia Salgado                 |                                     |
| 2015 | Magnífica 70     | Dora Dumar / Vera                |                                     |
| 2019 | Éramos Seis      | Clotilde Amaral                  |                                     |
| 2023 | Cidade Invisível | Clarice / Mula Sem Cabeça        |                                     |
| 2024 | Mania de Você    | Cecília                          | Episódio: "9 de setembro"           |

### Cinema
| Ano  | Título                                              | Personagem            | Notas                   |
| ---- | --------------------------------------------------- | --------------------- | ----------------------- |
| 1995 | A Armadilha                                         | Lara                  | Curta-metragem          |
| 1996 | Que Fim Levou o Vampiro de Curitiba?                |                       | Curta-metragem          |
| 1997 | O Presente                                          | Patrícia              | Curta-metragem          |
| 2001 | Lavoura Arcaica                                     | Ana                   |                         |
| 2001 | Achados e Perdidos                                  | Mariana               | Curta-metragem          |
| 2003 | Infinitamente Maio                                  | Mel                   | Curta-metragem          |
| 2003 | Desmundo                                            | Oribela               |                         |
| 2004 | Dramática                                           | Larissa               | Curta-metragem          |
| 2005 | Alice                                               | Alice                 | Curta-metragem          |
| 2006 | Veias e Vinhos: Uma História Brasileira             | Antônia               |                         |
| 2006 | O Ano em que Meus Pais Saíram de Férias             | Beatriz Gadelha (Bia) |                         |
| 2006 | Vestido de Noiva                                    | Alaíde                |                         |
| 2006 | Colombina                                           | Ciça                  | Curta-metragem          |
| 2007 | São                                                 | Cátia                 | Curta-metragem          |
| 2007 | O Melhor Sorriso de Getúlio                         | Maria                 | Curta-metragem          |
| 2007 | Primo Basílio                                       | Leonor                |                         |
| 2007 | Canção de Baal                                      | Sofia Barger          |                         |
| 2008 | Duas da Manhã                                       | Maja                  |                         |
| 2009 | Natimorto                                           | Cantora               |                         |
| 2010 | Insolação                                           | Lúcia                 |                         |
| 2010 | Sonhos de Lulu                                      | Louise Brooks         | Curta-metragem          |
| 2010 | O Último Romance de Balzac                          | Ana                   | Documentário            |
| 2011 | A Musa Impassível                                   | Adrine                |                         |
| 2011 | Não Se Pode Viver sem Amor                          | Roseli                |                         |
| 2011 | Elvis & Madona                                      | Elvis                 |                         |
| 2011 | O Gerente                                           | Guiomar               |                         |
| 2012 | Nove Crônicas Para um Coração aos Berros            | Simone                |                         |
| 2012 | Luz nas Trevas – A Volta do Bandido da Luz Vermelha | Sara                  |                         |
| 2012 | Sudoeste                                            | Clarice               |                         |
| 2012 | A Memória que me Contam                             | Ana                   |                         |
| 2013 | Exilados do Vulcão                                  | Estela                |                         |
| 2013 | Poder dos Afetos                                    | Maya                  | Curta-metragem          |
| 2015 | Ralé                                                | A Exibicionista       |                         |
| 2017 | O Crime da Gávea                                    | Elisa                 |                         |
| 2018 | Atira-te ao Rio                                     | Filipa                | Curta-metragem          |
| 2021 | O Livro dos Prazeres                                | Loreley (Lóri)        |                         |
| 2021 | O Chá de Alice                                      |                       | Curta-metragem/diretora |
| 2024 | A Fúria                                             | Laura                 |                         |
| 2025 | Aos Pedaços                                         | Ana                   |                         |

## Teatro
| Ano  | Título                           | Personagem    |
| ---- | -------------------------------- | ------------- |
| 1995 | Meno Male                        | Adolescente   |
| 1996 | Agora é Que São Elas             |               |
| 1996 | Peter Pan                        |               |
| 1996 | O Menino Maluquinho              |               |
| 1997 | R                                |               |
| 1998 | Juventude                        |               |
| 1999 | Onde Estiveste de Noite          |               |
| 2000 | Tudo o que você sabe está errado | Ofélia        |
| 2003 | Alice                            |               |
| 2003 | A Peça sobre o Bebê              |               |
| 2005 | Os Sete Afluentes do Rio Ota     | Ada Weber     |
| 2005 | Titânio                          |               |
| 2006 | Apenas o Fim do Mundo            |               |
| 2007 | Essa Nossa Juventude             | Jéssica       |
| 2009 | Não sobre o amor                 | Alya          |
| 2010 | Louise Valentina                 | Louise Brooks |
| 2012 | Depois da Queda                  | Maggie        |
| 2023 | O Tempo e a Saia                 | Maria         |

## Discografia
| Ano  | Título        | Outro(s) artista(s) | Álbum                      |
| ---- | ------------- | ------------------- | -------------------------- |
| 2020 | "Voltearemos" | Alice Ruiz          | "LOVLOVLOV"                |
| 2023 | "16 Anos"     | Carlos Careqa       | "Somos Todos Estrangeiros" |

## Prêmios e indicações
| Ano  | Prêmio                                                                           | Categoria                          | Trabalho                                | Resultado |
| ---- | -------------------------------------------------------------------------------- | ---------------------------------- | --------------------------------------- | --------- |
| 2001 | Prêmio Arte Qualidade Brasil                                                     | Melhor Atriz Coadjuvante em Cinema | Lavoura Arcaica                         | Venceu    |
| 2001 | Grande Prêmio do Cinema Brasileiro                                               | Melhor Atriz Coadjuvante           | Lavoura Arcaica                         | Indicada  |
| 2002 | Prêmio Master - Jornal dos Clubes                                                | Melhor Atriz                       | Esperança                               | Venceu    |
| 2002 | Grande Prêmio do Cinema Brasileiro                                               | Melhor Atriz                       | Desmundo                                | Indicada  |
| 2003 | Prêmio Arte Qualidade Brasil - SP                                                | Melhor Atriz em Cinema             | Desmundo                                | Indicada  |
| 2003 | Prêmio Arte Qualidade Brasil - RJ                                                | Melhor Atriz em Cinema             | Desmundo                                | Indicada  |
| 2004 | Festival SESC Melhores Filmes                                                    | Melhor Atriz (voto público)        | Desmundo                                | Venceu    |
| 2004 | Festival SESC Melhores Filmes                                                    | Melhor Atriz (voto crítico)        | Desmundo                                | Venceu    |
| 2004 | Prêmio APCA de Cinema                                                            | Melhor Atriz                       | Desmundo                                | Venceu    |
| 2004 | Prêmio Guarani de Cinema Brasileiro                                              | Melhor Atriz                       | Desmundo                                | Venceu    |
| 2004 | Prêmio ACIE de Cinema                                                            | Melhor Atriz                       | Desmundo                                | Indicada  |
| 2006 | Grande Prêmio do Cinema Brasileiro                                               | Melhor Atriz Coadjuvante           | O Ano em que Meus Pais Saíram de Férias | Indicada  |
| 2007 | Prêmio Arte Qualidade Brasil                                                     | Melhor Atriz Coadjuvante em Cinema | O Ano em que Meus Pais Saíram de Férias | Indicada  |
| 2007 | Prêmio ACIE de Cinema                                                            | Melhor Atriz                       | Vestido de Noiva                        | Indicada  |
| 2009 | Prêmio APCA de Cinema                                                            | Melhor Atriz                       | Natimorto                               | Venceu    |
| 2009 | Festival de Cinema de Maringá                                                    | Troféu Cunha de Aço                | Homenagem                               | Venceu    |
| 2010 | Festival de Cinema Goiânia                                                       | Melhor Atriz                       | Elvis e Madona                          | Venceu    |
| 2010 | Festival de Cinema de Aracaju                                                    | Melhor Atriz                       | Elvis e Madona                          | Venceu    |
| 2010 | Festival de Cinema de Gramado                                                    | Melhor Atriz                       | Não Se Pode Viver sem Amor              | Venceu    |
| 2011 | Prêmio Contigo! de Cinema Nacional                                               | Melhor Atriz                       | Não Se Pode Viver sem Amor              | Indicada  |
| 2011 | Prêmio Arte Qualidade Brasil                                                     | Melhor Atriz em Televisão          | Vidas em Jogo                           | Indicada  |
| 2012 | Prêmio ACIE de Cinema                                                            | Melhor Atriz                       | Elvis e Madona                          | Venceu    |
| 2012 | Prêmio APCA de Cinema                                                            | Melhor Atriz                       | Elvis e Madona                          | Venceu    |
| 2012 | Grande Prêmio Brasileiro de Cinema                                               | Melhor Atriz                       | Elvis e Madona                          | Indicada  |
| 2012 | Prêmio Guarani de Cinema Brasileiro                                              | Melhor Atriz                       | Elvis e Madona                          | Indicada  |
| 2012 | Prêmio APTR de Teatro                                                            | Melhor Atriz Coadjuvante           | Depois da Queda                         | Venceu    |
| 2013 | Prêmio Shell                                                                     | Melhor Atriz                       | Depois da Queda                         | Indicada  |
| 2013 | Mostra de Cinema de Tiradentes                                                   | Troféu Barroco                     | Carreira no Cinema                      | Venceu    |
| 2013 | Grande Prêmio Brasileiro de Cinema                                               | Melhor Atriz                       | Sudoeste                                | Indicada  |
| 2013 | Prêmio ACIE de Cinema                                                            | Melhor Atriz                       | A Memória que Me Contam                 | Venceu    |
| 2014 | Prêmio Guarani de Cinema Brasileiro                                              | Melhor Atriz                       | A Memória que Me Contam                 | Indicada  |
| 2015 | Prêmio APCA de Televisão                                                         | Melhor Atriz                       | Magnífica 70                            | Indicada  |
| 2017 | Cine PE - Festival do Audiovisual                                                | Melhor Atriz                       | O Crime da Gávea                        | Venceu    |
| 2019 | Digital Fiction Festival                                                         | Melhor Atriz                       | Magnífica 70                            | Venceu    |
| 2020 | Festival de Cinema de Vitória[carece de fontes?]                                 | Melhor Atriz                       | O Livro dos Prazeres                    | Venceu    |
| 2021 | Festival Internacional de Cinema Independente de Buenos Aires[carece de fontes?] | Melhor Interpretação               | O Livro dos Prazeres                    | Venceu    |
| 2023 | Festival Sesc Melhores Filmes                                                    | Melhor Atriz Nacional              | O Livro dos Prazeres                    | Pendente  |